# Stenogonum salsuginosum
Stenogonum salsuginosum Nutt. – gatunek rośliny z rodziny rdestowatych (Polygonaceae Juss.). Występuje naturalnie w zachodnich Stanach Zjednoczonych – w Arizonie, Kolorado, Nowym Meksyku, Utah, Wyoming, Montanie oraz Nevadzie. 

## Morfologia
PokrójRoślina jednoroczna dorastająca do 5–20 cm wysokości. Pędy są nieco gruczołowate.
LiścieMają łyżeczkowaty lub lancetowaty kształt. Mierzą 5–45 mm długości oraz 2–25 mm szerokości. Ogonek liściowy jest nagi i osiąga 5–20 mm długości.
KwiatyZebrane w wierzchotki o długości 5–25 cm, rozwijają się na szczytach pędów. Listki okwiatu mają lancetowaty kształt i żółtą barwę, mierzą 1–3 mm długości.
OwoceTrójboczne niełupki osiągające 2–3 mm długości.

## Biologia i ekologia
Rośnie zaroślach oraz na terenach skalistych. Występuje na wysokości od 1300 do 2200 m n.p.m. Kwitnie od kwietnia do września.